# Laila Dåvøy

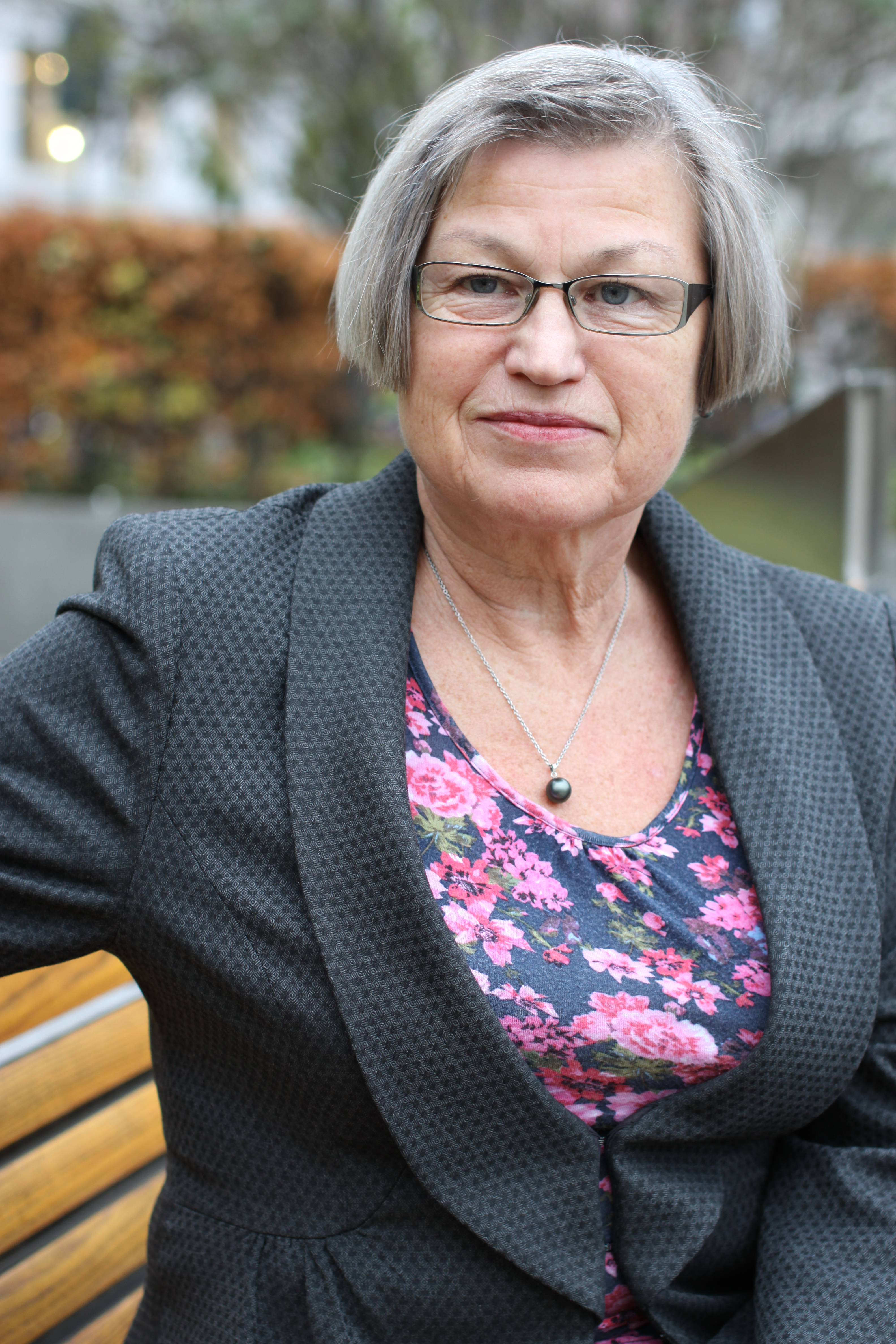
Laila Dåvøy (2011)

Laila Dåvøy (* 11. August 1948 in Bergen) ist eine norwegische christdemokratische Politikerin. Sie war zwischen 1999 und 2005 norwegische Ministerin.

## Ausbildung und Beruf
Dåvøy ist ausgebildete Krankenpflegerin. Als solche arbeitete sie ab 1970 in verschiedenen Krankenhäusern. Von 1992 bis 1998 war sie Verbandschefin des norwegischen Krankenpflegerverbands.

## Politischer Werdegang
Von 1983 bis 1987 war Dåvøy Mitglied im Kommunalparlament von Askøy. 1989 wurde sie persönliche Sekretärin im Kultur- und Kirchenministerium, bevor sie im August 1990 zur Staatssekretärin befördert wurde. Sie übte ihr Amt jedoch nur bis November 1990 aus, da es dann zu einem Regierungswechsel kam.
Am 15. März 1999 wurde sie zur Arbeits- und Kommunalministerin in der Regierung Bondevik I ernannt. Sie schied aus dem Amt mit dem Ende der Regierung am 17. März 2000 aus. In der Regierung Bondevik II war sie vom 19. Oktober 2001 bis zum 17. Oktober 2005 Kinder- und Familienministerin.
Dåvøy zog 2005 erstmals in das norwegische Parlament, das Storting, ein. Sie vertrat dort in zwei Legislaturperioden bis 2013 die Provinz Hordaland. In den letzten sechs Monaten ihrer Zeit als Abgeordnete war sie ab März 2013 die fünfte stellvertretende Vizepräsidentin des Parlaments.